# Gimåt
Gimåt – miejscowość (tätort) w Szwecji w gminie Örnsköldsvik w regionie Västernorrland. Około 870 mieszkańców.